# 이툼비아라

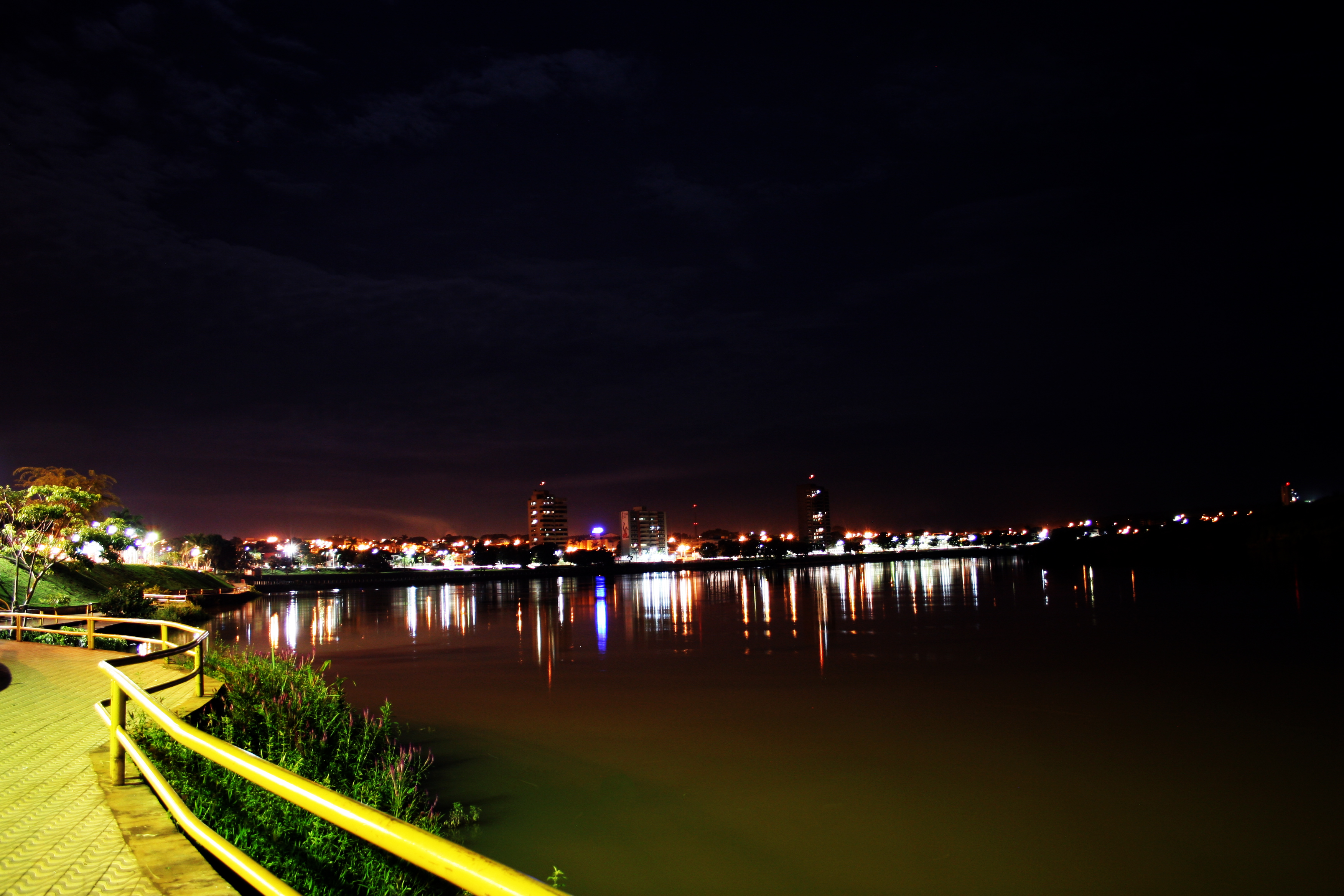
이툼비아라

이툼비아라의 위치

이툼비아라(포르투갈어: Itumbiara)는 브라질 고이아스주의 도시로 면적은 2.461.280km2, 높이는 448m, 인구는 99,526명(2014년 기준), 인구 밀도는 80.1명/km2이다. 고이아스 주 최남단에 위치한다.